# Guineu voladora de l'illa Lombok
La guineu voladora de l'illa Lombok (Pteropus lombocensis) és una espècie de ratpenat de la família dels pteropòdids. Viu a Indonèsia i Timor Oriental. El seu hàbitat natural són els boscos tropicals de plana. Possiblement està amenaçada per la caça furtiva i la desforestació.